# Loira (dipartimento)
Il dipartimento della Loira (in francese Loire, in arpitano Lêre, in occitano Léger) è un dipartimento francese della regione Alvernia - Rodano-Alpi. Il nome del dipartimento deriva dal nome del fiume omonimo che scorre nel suo territorio da sud a nord.
Il territorio del dipartimento confina con i dipartimenti del Rodano (Rhône) a est, dell'Isère a sud-est, dell'Ardèche a sud, dell'Alta Loira (Haute-Loire) a sud-ovest, del Puy-de-Dôme a ovest, dell'Allier a nord-ovest e della Saona e Loira a nord.
Le principali città, oltre alla prefettura, sono Montbrison e Roanne. L'area del territorio è 4781 km².

## Storia
Il dipartimento della Loira è stato creato dopo la rivoluzione francese (nel 1793) in applicazione della legge del 22 dicembre del 1789, dividendo il dipartimento del Rodano e Loira nei due dipartimenti Rodano e Loira. È in gran parte costituito dall'ex provincia francese di Forez.
La sua capitale è stata:
- Feurs dal 1793 al 1795;
- Montbrison dal 1795 al 1855;
- Saint-Étienne dal 1855.

Dopo la vittoria della coalizione nella battaglia di Waterloo, il 18 giugno 1815, il dipartimento fu occupato dalle truppe austriache dal giugno del 1815 al novembre del 1818.